# 25905 Clerico
25905 Clerico è un asteroide della fascia principale. Scoperto nel 2000, presenta un'orbita caratterizzata da un semiasse maggiore pari a 2,4186826 au e da un'eccentricità di 0,2054970, inclinata di 11,98422° rispetto all'eclittica.